# Revista de Ciencias, Literatura y Artes (1855-1860)
La Revista de Ciencias, Literatura y Artes fue una publicación periódica editada en la ciudad española de Sevilla entre 1855 y 1860, durante el reinado de Isabel II.

## Historia
Comenzó a publicarse en 1855. Se imprimía en la Imprenta y Librería Española y Extranjera de la calle de Olavide n.º 4 y 5, y en la Imprenta y Litografía de la Revista Mercantil de la calle de Tetuán n.º 21. Aparecía sin periodo fijo, en cuadernos de sesenta y cuatro páginas en 4.º , con cubierta, buen papel y esmerada impresión. Formaron la colección un total de seis tomos, encuadernados, con portada, índice y fe de erratas al fin de cada uno. Cesó su publicación en 1860.
Fue fundada por Manuel Cañete y José Fernández-Espino, con Ángel Pío de Bries como secretario de redacción. En ella colaboraron firmas como las de José María Álava y Urbina, Fernando de Gabriel y Ruiz de Apodaca, Francisco Rodríguez-Zapata, Joaquín Palacios y Rodríguez, Antonio Arnao, Fernán Caballero, Miguel Colmeiro, Juan José Bueno, Luis Segundo Huidobro, Fernando Martínez Pedrosa, el marqués de Auñón, Tomás de Reina, Narciso Campillo, José González Tejada, Eduardo Mier, José Benavides, Francisco Liberal, Esteban Boutelou, el marqués de Cabriñana, Juan J. Justiniano, Antonio Machado, Carlos Ramírez Arellano, José María Bremón, Antonio Colón, Leopoldo Augusto de Cueto, José Velázquez y Sánchez, Francisco de Paula Tirado, Genaro Morquecho, Andrés Bello, Domingo Belmonte, Juan de Quiroga, Domingo Hevia, José Gutiérrez de la Vega, Joaquín de Fuentes Bustillo, Francisco de Hoyos, Pedro Madrazo, L. Alvarado, Antonia Díaz y Fernández, León Carbonero y Sol, Gaspar Bono Serrano, Antonio de Latour, Ángela Grassi, Francisco de P. Portillo, Cayetano Alberto de la Barrera o Antonio Gómez Aceves, entre otros.